# Сон Вонпхьон
Сон Вонпхьон (кор. 손원평; нар. 1979) — південнокорейська письменниця та кінорежисер, сценарист.

## Біографія
Народилася в Сеулі в 1979 році у сім'ї політика. Батько — Сон Хаккю, колишній губернатор провінції Кьонгі. Навчалась в університеті Согьон, де вивчала соціологію і філософію. Згодом здобула режисерську освіту. Має двох дітей..

### Кіно
Спершу дебютувала як кінематографіст. У 2001 році вона отримала премію кінокритики від кіножурналу «Cine 21». Пізніше відвідувала Корейську академію кіномистецтва (KAFA), де здобула спеціальність з режисури. Після закінчення навчання зняла кілька короткометражних фільмів. Отримала кілька нагород і визнання критиків за стрічку «Ох, мене нудить від тебе» (2005). Також отримала нагороду за найкращий сценарій на конкурсі науково-фантастичної творчості 2006 року за «Я вірю в момент».
Фільмографія
- Незваний гість (2020).